# Liste der Einträge im National Register of Historic Places im Yellow Medicine County

Lage des Yellow Medicine County in Minnesota

Die Liste der Einträge im National Register of Historic Places im Yellow Medicine County in Minnesota führt alle Bauwerke und historischen Stätten im Yellow Medicine County auf, die in das National Register of Historic Places aufgenommen wurden.

## Legende
| NRHP | Historic Place             |
| HD   | Historic District          |
| NHL  | National Historic Landmark |

## Aktuelle Einträge
| [ 2 ] | Name                                    | Bild                                    | Eintragsdatum        | Lage                                                                                     | Ort                   | Beschreibung |
| ----- | --------------------------------------- | --------------------------------------- | -------------------- | ---------------------------------------------------------------------------------------- | --------------------- | --- |
| 1     | Canby Commercial Historic District      | Canby Commercial Historic District      | 1980 ID-Nr. 80002189 | Abgegrenzt durch 1st Street, 2nd Street und St. Olaf Avenue 44° 42′ 33″ N, 96° 16′ 34″ W | Canby                 | 1893 nach einem Großfeuer neu gebaute Geschäftshauser |
| 2     | John G. Lund House                      | John G. Lund House                      | 1978 ID-Nr. 78001575 | 101 West 4th Street 44° 42′ 42″ N, 96° 16′ 21″ W                                         | Canby                 | 1891 errichtetes Wohnhaus des Geschäftsmannes und Politikers John Grant Lund, das im Jahr 1900 im Queen Anne-Stil umgebaut wurde                                                |
| 3     | Lundring Service Station                | Lundring Service Station                | 1986 ID-Nr. 86001356 | 201 1st Street, East 44° 42′ 28″ N, 96° 16′ 29″ W                                        | Canby                 | 1926 im Stil eines englischen Landhauses errichtete Service-Station |
| 4     | Swede Prairie Progressive Farmers' Club |                                         | 1986 ID-Nr. 86001331 | County Highway 9 44° 39′ 34″ N, 95° 54′ 12″ W                                            | Clarkfield            | 1915 errichtetes Versammlungshaus des lokalen Farmerverbandes |
| 5     | Upper Sioux Agency State Park           | Upper Sioux Agency State Park           | 1970 ID-Nr. 70000315 | 5908 Highway 67 44° 44′ 2,5″ N, 95° 27′ 6,5″ W                                           | Granite Falls         | Stelle, an der 1854 das Agenturgebäude der Upper Sioux Indian Reservation errichtet wurde, das 1862 während des Dakota-Krieges zerstört wurde                                   |
| 6     | Andrew John Volstead House              | Andrew John Volstead House              | 1974 ID-Nr. 74001046 | 163 9th Avenue 44° 48′ 33″ N, 95° 32′ 21″ W                                              | Granite Falls         | 1878 im Italianate-Stil errichtetes Wohnhaus von Andrew Volstead (1860–1947), einem Abgeordneten des US-Repräsentantenhauses, auf den der Volstead Act (Prohibition) zurückgeht |
| 7     | Wood Lake Battlefield Historic District | Wood Lake Battlefield Historic District | 2010 ID-Nr. 10000517 | 600th Street 44° 42′ 18″ N, 95° 26′ 30″ W                                                | Sioux Agency Township | Stelle, an der am 23. September 1862 die Schlacht am Wood Lake stattfand, das letzte Gefecht im Dakota-Krieg                                                                    |